# Sister Sadie
Pour les articles homonymes, voir Sadie.
Sister Sadie est un standard de jazz  écrit en 1959 par Horace Silver, et enregistré pour la première fois dans l'album, Blowin 'the Blues Away sorti chez Blue Note.

## Reprises
- 1960: Hank Crawford - More Soul ( Atlantic Records )
- 1960: Gil Evans - Out of the Cool ( Impulse! )
- 1961: Andy et les Bey Sisters - Andy et les Bey Sisters ( RCA Victor )
- 1961: Ray Charles - Genius + Soul = Jazz (Impulse! )
- 1961: Shirley Scott - Shirley Scott joue Horace Silver ( Prestige )
- 1961: James Moody - Cookin 'the Blues ( Argo )
- 1963: Woody Herman - Woody Herman – 1963 [2] ( Philips )
- 1966: Buddy Rich - Swingin 'New Big Band ( Pacific Jazz )
- 1975: Ray Charles - My Kind of Jazz Part 3 (Crossover Records)
- 1975: Rahsaan Roland Kirk - Dog Years in the Fourth Ring (sorti en 1997) ( 32 Jazz )
- 1991: Maceo Parker - Mo 'Roots
- 1992: Joe Pass - À Hambourg (ACT Music)
- 1992: Joey DeFrancesco - Reboppin ′
- 1992: GRP All-Star Big Band - GRP All-Star Big Band
- 1993: Dee Dee Bridgewater - Garder la tradition ( Verve )
- 1993: GRP All-Star Big Band - Dave Grusin Presents GRP All-Star Big Band Live!

## Voir également
- Liste des standards de jazz post-1950 (en)